# James Downey
James "Pat" Patrick Downey III (ur. 7 sierpnia 1992) – amerykański zapaśnik walczący w stylu wolnym. Zajął dziewiąte miejsce na mistrzostwach świata w 2019. Brązowy medalista igrzysk panamerykańskich w 2019. Wicemistrz świata juniorów w 2012 roku.
Zawodnik North County High School z Glen Burnie i Iowa State University. All-American w NCAA Division I w 2016 roku, gdzie zajął piąte miejsce.